# Tryphosella moana
Tryphosella moana is een vlokreeftensoort uit de familie van de Lysianassidae. De wetenschappelijke naam van de soort is voor het eerst geldig gepubliceerd in 2009 door Kilgallen.